# Guerres romano-gal·les
Al voltant del 390 aC, diverses tribus gal·les havien començat a envair Itàlia des del nord expandint la seva cultura per tot Europa, cosa pràcticament desconeguda per als romans, amb tenien interessos purament locals, però que es van alertar quan els sènons, una tribu especialment bel·licosa, va envair la província etrusca de Siena des del nord i va atacar la ciutat de Clúsium, no molt allunyada de l'esfera d'influència de Roma. Els habitants de la ciutat, desconcertats per la mida de l'enemic en nombre i ferocitat, van demanar ajuda a Roma, que els van anar a buscar a la batalla d'Àl·lia. Els gals van vèncer l'exèrcit romà i van continuar perseguint-los fins a Roma, que van saquejar parcialment fins que van ser expulsats o subornats. Sense voler-ho, els romans van ser l'objectiu principal dels gals.
L'activitat guerrera entre romans i gals continuaria a Itàlia durant més de dos segles, incloent la batalla de l'Àl·lia, la batalla del llac Vadimonis, la batalla de Fèsules el 225 aC, la batalla de Telamó el 224 aC, la batalla de Clastídium el 222 aC, la batalla de Cremona el 200 aC, la batalla de Placència el 194 aC, la batalla de Mutina el 193 aC, la batalla d'Arausio el 105 aC, i la batalla de Vercelae el 101 aC El problema celta no es resoldria per als romans fins a la subjugació final de tots els gals després de la batalla d'Alèsia el 52 aC.